# Йозеф I Габсбург
Йозеф I Габсбург (26 липня 1678 — 17 квітня 1711) — римський король з 23 січня 1690 року, імператор Священної Римської імперії з 5 травня 1705 року, король Богемії з 5 травня 1705, титулярний король Галичини та Володимирії, король Угорщини з 9 грудня 1687 року (13 червня 1707 року був скинутий угорським сеймом, після придушення повстання Ференца Ракоці II, знову посів престол 21 лютого 1711), ерцгерцог Австрійський з династії Габсбургів; старший син імператора Леопольда I та Елеонори Нойбурзької.

## Біографія
Йосиф народився 26 липня 1678 року у Відні. Виховувався під наглядом герцога Дитріха Отто фон Сальма, вивчив декілька мов. У 1687 році отримав угорську корону, а по смерті батька 5 травня 1705 року вступив на престол і був коронований.
1703 року був відписаний Взаємний пакт про престолонаслідування — угода щодо спадкоємства трону, таємно підписаний ерцкнязями Йосифом та його братом Карлом.

Енергійно продовжив розпочату його батьком війну за іспанську спадщину проти Франції. Завдяки перемогам Євгена Савойського та англійського воєначальника герцога Мальборо йому вдалось вигнати французів з Італії й Нідерландів та перейти у наступ. Щоб розв'язати собі руки для боротьби на Заході, Йосиф І у 1707 році уклав угоду зі шведським королем Карлом XII, який дорогою з Польщі до Саксонії пройшов через Сілезію.

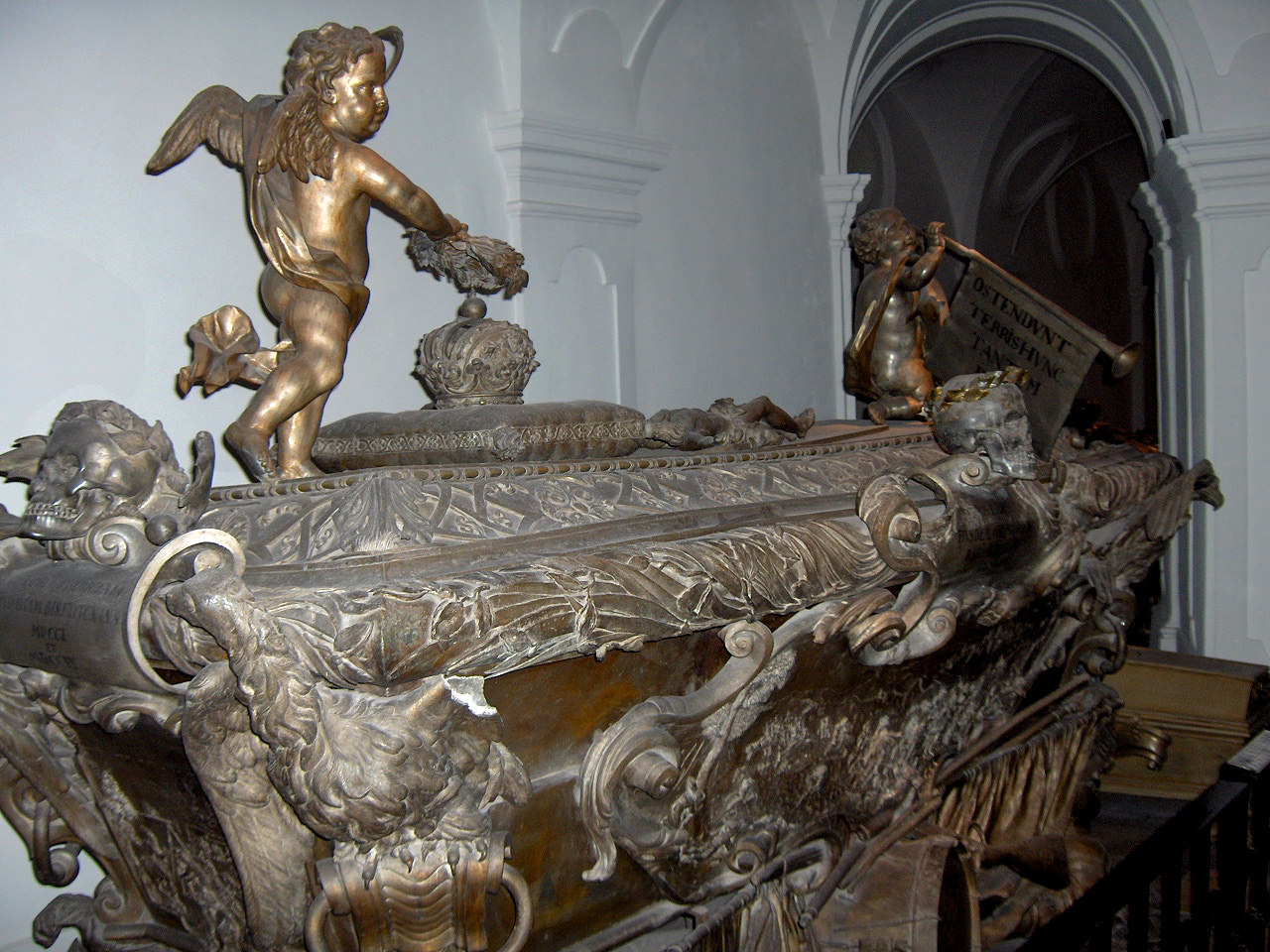
Саркофаг Йозефа I роботи Йогана Лукаса фон Гільдебранта

За Альтранштедтським миром Йосиф дав сілезьким протестантам свободу віросповідання та повернув їм більшу частину церков, що їх були відібрали єзуїти. У той самий час він змусив папу визнати його брата Карла іспанським королем. У 1708 році він оголосив опалу на курфюрстів баварського й кельнського, за стосунки із Францією, але його бажання об'єднати Баварію з Австрією зустріло сильну протидію як німецьких, так і інших держав.
Угорське повстання Ференца II Ракоці Йосиф успішно придушив. Він був освіченим та розумним правителем, толерантним до іновірців, одним з найенергійніших серед німецьких Габсбургів. За його правління Австрія досягла великого авторитету у Європі. Фінансове управління він покращив за допомогою Гундакера фон Штаремберга; ним також було вжито заходів для полегшення становища кріпаків.
Йозеф І помер від віспи 17 квітня 1711 року у Відні. Похований в Імператорському склепі.

## Титул
лат. Dei gratia electus Romauorum Imperator semper Augustus, ас Germaniae, Hungariae, Bohemiae, Dalmatiae, Croatiae, Sclavoniae, Rhamae, Serviae, Gallitiae, Lodomeriae, Cumaniae Bulgariaeque Rex, Archi-Dux Austriae, Dux Burgundiae, Brabantiae, Styriae, Carinthiae, Carnioliae, Marchio Moraviae, Dux Lucemburgae ac superioris et inferions Sylesiae, Wirttembergae et Theckae, Princeps Sueviae, Comes Habspurgi, Tyrolis, Ferreti, et Goritiae, Landgravius Alsatiae, Marchio Sacri Romani Imperii, supra Anasum, Burgouiae ac utriusque Lusatiae, Dominus Marchiae Sclavonicae, pontus Naonis et Salinarum etc.

## Родина
Дружина — Вільгельміна Амалія Брауншвейг-Люнебурзька (1673—1742).
Діти:
- Марія-Жозефа (1699—1757) — у 1719 році вийшла заміж за короля Польщі Фрідріха Августа II,
- Марія Амалія (1701—1756) — у 1722 році вийшла заміж за імператора Священної Римської імперії Карла VII.